# 2011年7月臺灣
| << | 2011年7月 （民國100年） | >> |    |    |    |    |
| \| 日 \| 一 \| 二 \| 三 \| 四 \| 五 \| 六 \| \| \| \| \| \| \| 1 \| 2 \| \| 3 \| 4 \| 5 \| 6 \| 7 \| 8 \| 9 \| \| 10 \| 11 \| 12 \| 13 \| 14 \| 15 \| 16 \| \| 17 \| 18 \| 19 \| 20 \| 21 \| 22 \| 23 \| \| 24 \| 25 \| 26 \| 27 \| 28 \| 29 \| 30 \| \| 31 \| \| \| \| \| \| \| |                         |    |    |    |    |    |
| 臺灣新聞動態／維基新聞 |                         |    |    |    |    |    |
| 世界／中国大陆／臺灣 |                         |    |    |    |    |    |
| 日 | 一                      | 二 | 三 | 四 | 五 | 六 |
| |                         |    |    |    | 1  | 2  |
| 3 | 4                       | 5  | 6  | 7  | 8  | 9  |
| 10 | 11                      | 12 | 13 | 14 | 15 | 16 |
| 17 | 18                      | 19 | 20 | 21 | 22 | 23 |
| 24 | 25                      | 26 | 27 | 28 | 29 | 30 |
| 31 |                         |    |    |    |    |    |

## 7月1日
- 特偵組以李登輝與台綜院創辦人劉泰英涉嫌侵占國安局「鞏案」歸墊款，依貪污等罪起訴。綠營認定是誣告，馬英九下午親自召開記者會宣稱不干預司法。[1]
- 高雄市大樹區農會表示，2011年5月後雨量少，鳳梨甜度高，加上塑化劑陰影，另鳳梨又可與其他水果配打成果汁，目前已成為飲料店寵兒，售價飆漲，產地價格已達每台斤20~30元間，是2010年同期的5、6倍，且貨源短缺，農民收益增長。
- 廢四機逆向回收政策正式開始實施，消費者向業者購買電視機、洗衣機、冰箱、冷暖氣機等大型家電，可以免費要求業者同時回收報廢的舊機，並且可以免付搬運費用以及清運回收服務。政策實施開始，各地環保機關會派員前往各地業者查核，並要求店家張貼宣導字樣。人間福報（页面存档备份，存于） 中國時報[]
- 一群自稱來自福建的中國大陸遊客前往台東縣東河鄉都蘭國小觀光，除了到處拍攝與喧嘩之外，還走進電腦教室看小朋友上課，在教師辦公室隨意翻閱物品，並未經同意就隨手拿走校刊，讓在場老師感覺不佳。NOWnews（页面存档备份，存于）

## 7月2日
- 中華跆拳代表隊的楊淑君在「倫敦奧運世界區資格賽」中以季軍資格，取得進軍2012年倫敦奧運的參賽門票。中時[]
- 「2011世界管樂年會」同日於嘉義市舉辦，是繼日本、新加坡之後，第三個舉辦世界管樂年會的亞洲國家。中央社
- 拓墣產業研究所表示，智慧型手機興起，配備有近800萬畫素之拍攝功能，已促使中階數位相機市場的需求逐漸萎縮，使其市場需求朝向M型化發展。中央社

## 7月3日
- 「2011阿里山極限挑戰王」 ，同日清晨5時30分，自嘉義北回歸線太陽館前出發，有2,507名選手接受部份為阿里山山路的挑戰，而其終點將是設在阿里山公路87.5公里處，此次活動是為推廣「低碳旅遊」而特意舉辦。中央社（页面存档备份，存于）
- 台北地方法院法官林孟皇撰寫「羈押魚肉」一書，打破了法律專業與日常生活的界限。藉著台灣電視節目「霹靂火」、「星光幫」為例，以淺顯文字介紹法律知識，致而榮獲今年行政院金鼎獎的圖書類非文學獎，此為法官獲頒金鼎獎的首例。中廣
- 交通部最近完成「99年（2010年）民眾日常使用運具狀況性別分析」，依據調查結果顯示，女性在「非機動運具使用率」上為13.9%，男性只有11.8%。其中女性以「步行」比男性多，男性則以使用「自行車」較女性多。中央社
- 首度開放冷氣的大學指考結束，因未應考科目若答錯不予以倒扣，所以各校系分發錄取分數應可能會提高不少。另外還發生非常詭異的28人集體缺考事件，但有待查明。[2][3]

## 7月4日
- AIT與國父紀念館「孫中山先生與美國」特展，上午10時在國父紀念館開幕，此展覽資料已證明中華民國國父孫文有美國籍，AIT也說明在當時他當選為總統後，其美籍身分，就已被取消了；但並未說明為何「自動失效」的見解適用於孫文卻不適用於李慶安。中央社自由

- 教育部高教司長何卓飛表示，台中的28名考生的集體缺考與其他考生缺考事件，由於集體考生缺考的狀況，並未影響到此次考試的公平性。至於集體缺考其背後動機，教育部無權責調查，恐須檢調介入調查。中央社

- 彭博新聞社（4日）專文指出，臺灣就業機會遭到中國磁吸，製造業大幅出走，卻又無法仿效出新加坡經驗，發展出新興成長產業。因此失業率（4.4%）較香港（3.5%） 、南韓（3.2%）都高，甚至是新加坡（1.9%）的兩倍之多。自由-1自由-2自由-3

## 7月5日
- 臺灣自殺連續13年高居國人十大死因之一，去年首度跌出榜外，自殺人數也創近五年新低；但六十五歲以上年長者的自殺數據卻不減反增，已居各年齡層之冠，自殺通報人數也大幅提高。衛生署對老人自殺率的研判是與年長者久病厭世、憂鬱症傾向息息相關；民進黨則認為自殺通報人數比自殺死亡人數更能看出人民是否痛苦。中時-1[]中時-2[]中時-3[]中時-4[]中時-5[]自由NOWnews（页面存档备份，存于）
- 國防部長高華柱同日為國軍百對的新人證婚。此次集團婚禮乃為國軍100年來首次施辦，報名參加的新人計有268 對，（其中雙方都是軍職的新人有52對），由於報名相當踴躍，因此典禮於7月5、6日分別成兩天舉行，會有100對與168對新人相繼完成此終身大事。中央社
- 於6月27日完成第4座大滿貫賽的曾雅妮，入圍了年度最佳運動表現成就獎 （簡稱ESPY，全名為Excellence in sports performance and achievements）的年度最佳高爾夫球女選手。ESPY被喻為「體壇奧斯卡獎」，另外還有還有高壇女將南韓申智愛（Jiyai Shin）、崔蘿蓮（Choi Na-Yeon），以及美國的柯兒（Cristie Kerr）一同入圍。中央社 NOWnews 央廣

## 7月6日
- 第12屆新北市貢寮國際海洋音樂祭展開，福隆海水浴場從7月6日至10日期間連續五天共有102個樂團一起輪流表演。中廣 聯合新聞 中時[永久]

## 7月7日
- 七七事變74週年，國父紀念館舉辦多場特展活動（7月7日至9月20日）。[4]

## 7月8日
- 第18屆成功大學全國羽球公開賽於成功大學中正堂正式開打，吸引參與賽事選手高達1,535位來自各地共97所大學，賽期為期三天。中央社（页面存档备份，存于） 中央日報
- 第13屆台北電影獎宣布得獎名單，「當愛來的時候」與「消失打看」取得多達4項獎並列第一，「翻滾吧！阿信」獲得三項獎項成為第二。吳朋奉以「歸‧途」因演活長年坐牢出獄的殺人犯取得最佳男主角獎，而謝欣穎因兩部片反差過大的演出而獲得最佳女主角獎。聯合新聞 自由時報

## 7月9日
- 台灣的鉛球好手張銘煌在日本神戶舉行的第十九屆亞洲田徑錦標賽，以20公尺14的成績取得國際賽金牌並且打破大會紀錄，同時這也是台灣在亞洲田徑錦標賽上睽違16年的奪金紀錄，上一次奪金是1995年在雅加達的亞洲田徑錦標賽由徐佩菁取得女子四百公尺跨欄項目。自由時報 世界新聞網

## 7月10日
- 台中港與高美溼地互相連結的環港北路（約4公里）正式通車。台中港務局舉辦自行車巡禮活動慶祝與宣導。中國時報 中央社（页面存档备份，存于） （页面存档备份，存于）
- 台灣大學與台北榮民總醫院共同研究團隊發表研究成果，其中的基因工程技術幹細胞可能治療視網膜等致盲眼疾，甚至還培育出治療心衰竭的類心肌細胞（以上皆仍在實驗階段）。自由時報[] 新聞稿

## 7月11日
- 李登輝國安密帳貪瀆案，台北地方法院進行分案抽籤，結果抽中由審判長周占春、受命法官林柏泓、陪席法官何俏美等三人承審。中國時報
- 中華民國教師依據《工會法》成立全國教師工會總聯合會。

## 7月13日
- 衛生署同日公布塑化劑之人體耐受量（TDI）標準，訂定5種塑化劑耐受量，每天人體每公斤體重可耐受0.05毫克的塑化劑DEHP、0.01毫克的DBP、0.15毫克的DINP、0.5毫克的BBP、0.15毫克的DIDP。提供民眾風險試算，並另啟動食品塑化劑含量背景值調查，將自包裝飲料、嬰幼兒食品優先執行。中央社
- 經濟部水利署南區水資源局林元鵬指出，目前雖已進入汛期，但集水區下雨總量並不理想，供應嘉南灌區第2期稻作用水吃緊，將以6組分批施灌，其灌溉總面積約4萬1,000公頃，總計畫用水量約4.5億噸。但因應用水情況不佳，將審慎執行灌溉管理，逐期評估後續灌溉計畫之執行分配。中央社

## 7月14日
- 2011桃園蓮花季活動正式展開，本次由桃園縣府及觀音、新屋鄉籌辦邁入第13年頭，以蓮花為主題，搭配美食、舞蹈及音樂，從7月至9月期間2個月。[5]

## 7月15日
- 台中金典酒店今天晚間發生重大公安意外，10層樓高的鷹架倒塌，造成12人輕重傷，大小車輛約13部被倒塌的鷹架壓住。[6][7]
- 今年第7號颱風陶卡基於下午形成，由於過於接近規模為中度颱風的第6號颱風馬鞍，陶卡基預計將被馬鞍所吸收而轉弱為熱帶性低氣壓。[8]
- 桃園地檢署續辦的公立醫療機構採購弊案，同日依「涉嫌貪汙、犯罪嫌疑重大」之罪證，聲押新北市聯合醫院院長沈希哲獲准。沈其涉及的案件為2009年起，於任職縣立台北醫院院長之任內價值八千萬金額的「心血管儀器採購弊案」，再讓因此案而收押獲准的院長級以上人數累積達到八人。中時
- 衛生署公布四家署醫新任院長名單，分別來自署醫體系、國軍體系、中山醫大。未來署醫院長遴選均將依循「公開徵選」模式，一屆任期三年，得連任一次，之後若想續任，需輪空一屆，三年後方可參與遴選活動，且每年須接受評核。新出爐的四位院長將於八月時上任。中時-1中時-2中時-3
- 前「陸軍少將羅賢哲共諜案」已有重大發展。據知情人士透露，相關單位查出羅賢哲駐泰期間，曾遺失保密器，現幾已確定羅係將保密器「代號（安平六號）」，高價「賣」給中國。由於羅案相當敏感，國防部官員僅表示，駐外單位、情報單位的保密器，均由國安局統籌管制。國安局則堅稱，國安局各式裝備均透過嚴謹之管理與查核機制進行管控，有關羅賢哲遺失國安局配發裝備，並非事實。中時-1中時-2中時-3中時-4中時-5

## 7月16日
- 台中金典酒店施工外牆大型鷹架倒塌案，中區勞檢所已調查建築結構安全，初步報告將於一星期內出爐。[9][10]

## 7月17日
- IBAF少棒賽，中華隊以3比2力克古巴隊，奪得冠軍。中國時報中央社-1中央社-2
- 2011年曼谷舉辦第42屆國際物理奧林匹亞競賽今天揭曉，臺灣獲取5面金牌，而精誠高中徐子旻勇奪世界第1，其他學生則分佔第3、4、6、7名。中央社
- 奧地利楚斯基井( Traiskirchen)舉辦的2011年國際青少年巧固球錦標賽，臺灣獲得12歲女子組、18歲男子組及18歲女子組三料冠軍。中央社
- 土耳其主辦的2011第15屆青少年機器人世界盃，臺灣代表隊獲得3個冠軍。此包含18歲組「1.25與2.5公斤」足球機器人& 14歲組「跳舞」機器人冠軍中央社
- 土耳其安卡拉主辦的2011年第43屆國際化學奧林匹亞競賽，台灣代表隊拿下3銀1銅，國際排名第8名。中央社
- 財政部表示，1年內若被查獲短漏開發票3次以上，將遭停業處分。中央社

## 7月18日
- 於泰國舉辦的第42屆國際物理奧林匹亞競賽，有5名台灣的中學生獲得金牌獎，在此次團隊平均成績中居於世界第1，另外個人總成績排名方面，由徐子旻取得世界第一名，並同時獲得最佳理論和最佳實驗成績獎，其他人也列於在前7名之內。此為台灣自1994年參賽至今的最佳成績。教育部（页面存档备份，存于） 中時 MSN/newtalk

## 7月19日
- 台北地方法院法官周占春涉嫌洩漏檢舉人資料一案，台灣高等法院宣判，維持一審無罪，全案已定讞。中國時報[]

## 7月20日
- 法務部廉政署正式成立，首任署長周志榮，其編制180人，含廉政官與廉政人員，其廉政官將遴選自政風、調查、警察等系統。中央社
- 壹電視新聞台申設案，NCC今上午決議，有條件通過「壹傳媒」申請「壹電視新聞台」頻道案，壹傳媒黎智英親自出席，提出7項承諾。中央社-1中央社-2中央社-3中央社-4中央社-5
- 環保署長沈世宏今天表示，完全使用再生能源，台灣在技術上已做得到，但還需要投入約新台幣20兆元的資金。中央社
- 台南市農業合作社聯合社 、中華電信、中華電信今天於台南市政府民治市政中心舉行簽約儀式，將建立供貨平台與直銷通路，爾後台南市農特產品將透過中華電信、中華電信的銷貨通路直接銷售，減少中間商剝削。中央社
- 行政院國科會「能源國家型科技計畫」天然氣水合物工作團隊7月中旬訪問德國不來梅大學的海洋環境科學中心，並與其交流，討論引進海科中心所研發的海底鑽探系統。參訪團此行重要任務之一，是了解德國的海底鑽探能否應用於臺灣自製的2,700噸級研究船「海研五號」。中央社

## 7月21日
- 勞委會拍板定案，勞工基本工資調整為18780元，漲幅為5.03%，然而勞資雙方對結果都不滿意。中國時報[]
- 楊淑君在廣州亞運電子襪事件，向國際運動仲裁庭提出仲裁。但今日宣布撤告，以專心準備倫敦奧運。[11][12]

## 7月22日
- 桃園地檢署偵辦衛生署署立醫院採購弊案，第一波起訴衛生署醫管會執行長黃焜璋等55人，最重求刑25年。中國時報[]中央社-1中央社-2
- 台北市警察局交大隊資料計，同年截至7月22日止死亡交通事故，機車、行人事故率最高，分佔其死亡交通事故的66.7%、28.9%。中央社
- 上述中華民國交通部車禍肇事率資料經網友網誌踢爆，有誤導之嫌；經分析中華民國內政部統計處，及行政院主計處資料後；汽車A1肇事率為機踏車2.153694588896758倍，大貨車、大客車、計程車實為違規肇事導致他人死亡大宗車種。A1肇事主因車種=汽車(1001124版)
- 行政院主計處新聞稿發布指出，民國100年（2011年）六月份人力資源調查統計結果，六月失業率為4.35%，較上月上升0.08個百分點，較上年度六月份亦降0.81個百分點。六月就業率，較上月上升0.25個百分點，較上年度六月份亦增2.03個百分點。就業方向與上月比較，主要增加在服務部門（0.20%）、工業部門（0.31%）、農業部門（0.42%）。但若與上一年度同月比較，服務部門增加（1.55%）、工業部門增加（3.42%）、農業部門減少（2.08%）。  行政院主計處新聞稿（页面存档备份，存于）

## 7月23日
- 親民黨下屆立委選舉，不分區名單中，張曉風將列為第一名，李敖可望排名第二。黨主席宋楚瑜則傾向在區域或不分區中擇一。中國時報[]

## 7月26日
- 由於旅客人數逐年銳減，行政院正式核定將在8月10日關閉屏東機場。中國時報[]
- 雲林縣麥寮鄉的六輕「台塑大公用一廠」傳出火警，剛好距離2010年7月25日發生六輕煉油廠大爆炸事件屆滿一周年。事故傳出後，附近居民紛紛集結抗議表示不滿。NOWnews 聯合新聞網

## 7月28日
- 纏訟23年的學童陸正撕票案，最高法院駁回上訴，維持台灣高等法院更11審之認定，將主嫌邱和順判決死刑、褫奪公權終身定讞。聯合報

## 7月29日
- 交通部將修法規定，駕駛開車時禁開前座電視，最快年底前實施。（公視（页面存档备份，存于））

## 7月30日
- 台塑六輕再次傳出爆炸，位於煉三廠的油槽發生猛烈大火，可能得等油氣槽中存放約100公噸的聚丙烯油氣自燃完畢後，火勢才可完全撲滅。不過環保局評估採樣判定，這場火災對附近空氣污染影響不大。聯合新聞網

## 7月31日
- 曾雅妮在英國安格斯舉行的2011年英國女子公開賽中獲得冠軍，從而成為歷史上最年輕的5個高爾夫球大滿貫得主。NOWnews（页面存档备份，存于）